# Sławek Kania

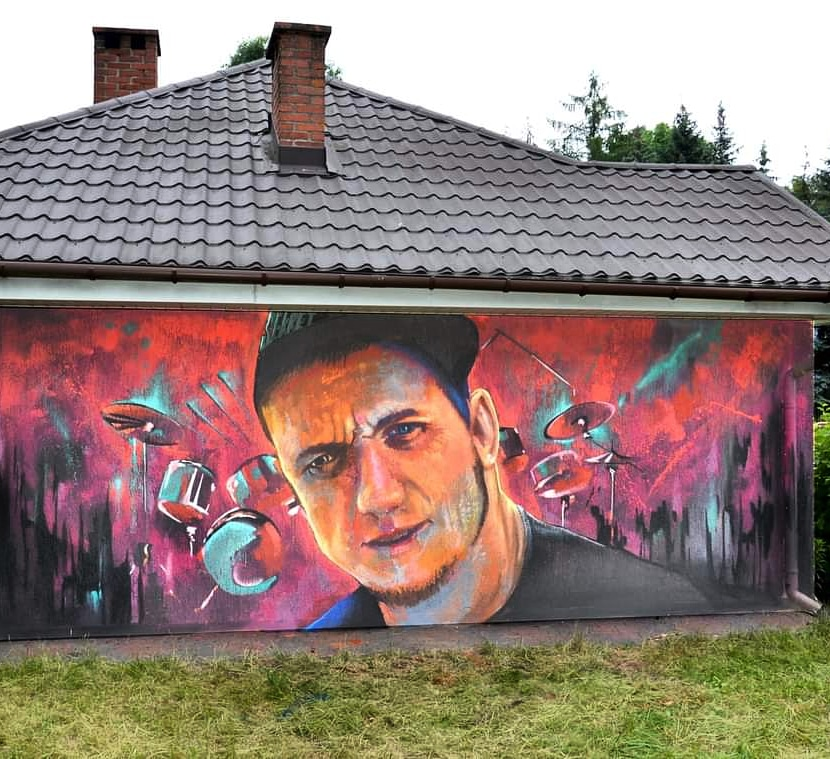

Sławek Kania, właśc. Sławomir Kania (ur. 1980, zm. 10 września 2017) – polski perkusista pochodzący z Olsztyna i związany z undergroundową sceną tego miasta.

## Życiorys
Swoje pierwsze kroki na scenie i w studio stawiał z zespołami Inny Świat (reggae/ska/punk) oraz metalowym SLAVE, który współtworzył razem z Bananem (Markiem Banaszewskim), Młodym (Maciejem Banaszewskim) i Makusem (Andrzejem Pawłowskim). SLAVE nagrał dwa dema: Reh. Tape '96 (1996) – po którym to nagraniu zespół został zaproszony do audycji Głową w mur w Polskim Radiu Olsztyn – i Disease (1998). W czasie rocznej przerwy w graniu zespołu SLAVE (1997) Kania wciąż koncertował z Innym Światem, pozostając aktywnym na scenie muzycznej.
Jego kolejne kroki związane były z hardcore punkowymi zespołami  Incomunicado oraz That’s All SHE Wrote. W 2001 dołączył do ówczesnego składu Incomunicado (Swat – wokal, Gosia – wokal, Skorza – gitara, Piran – gitara basowa, Radek – trąbka, Junior –  akordeon) i współuczestniczył w nagraniu drugiej płyty zespołu zatytułowanej Czy łatwo ginąć ? Gdy chce się żyć !!, a także w towarzyszącej wydawnictwu trasie koncertowej po Europie Zachodniej. Problemy z wytwórnią uniemożliwiły wydanie materiału zarejestrowanego przez grupę w 2004 r. Było to bezpośrednią przyczyną zawieszenia działalności zespołu na kilka lat.  W 2009 muzycy spotkali się ponownie i Kania nagrał ścieżkę perkusyjną do kolejnego albumu grupy zatytułowanego Incomunicado. Stanowił on podsumowanie całej ich dotychczasowej działalności, tj. od założenia zespołu w 1994. Jeszcze w 2010 na ich stronie Myspace pojawiły się dwa nowe utwory, a w kolejnych latach grupa kontynuowała swoją aktywność koncertową. W swojej historii formacja przyczyniła się do rozwoju regionalnej sceny punkowej; pisano nawet, że zapracowała na miano jej legendy.
Równocześnie do działalności w Incomunicado Kania angażował się również w inne projekty. Na przełomie 2006/2007 wraz z Jarkiem „Czarnym” (wokal), Jarkiem „Wiórem” (gitara/wokal), Patrykiem „Dzieciakiem” Bukowskim (gitara) i Darkiem „Music” (gitara basowa) założył zespół That’s All SHE Wrote. Grupa nagrywała m.in. w olsztyńskim Studiu X, gdzie na sesję zaprosił ich producent muzyczny Szymon Czech. Pierwszy materiał zarejestrowany z myślą o płycie długogrającej (2008) ostatecznie nie został wydany, a grupa wkrótce się rozpadła. W 2009 Kania i Jarek reaktywowali zespół, a z czasem do składu powrócił Darek i dołączyli: Daniel „Kwiat” (gitara basowa), Paweł „Bułek” (wokal) i Piotr „Kryku” (gitara). W 2012 ukazała się ich debiutancka płyta The Demons Inside. W 2016 zespół opuściło dwóch z piątki muzyków ówczesnego składu. Po śmierci Kani grupa zaprzestała aktywności. Przyjaciele poświęcili perkusiście utwór dla Kani, który swoją premierę w serwisie Youtube miał 17 listopada 2017. W czerwcu 2021 r. dzięki inicjatywie ogłoszonej na portalu zrzutka.pl powstał w Olsztynie mural dla Sławka. Wykonał go artysta Radosław Tarasiewicz, a niezbędną kwotę udało się zebrać w ciągu pierwszego dnia funkcjonowania zbiórki.

## Dyskografia
SLAVE
- Reh. Tape '96 (1996)
- Disease (1998)

Incomunicado
- Czy łatwo ginąć ? Gdy chce się żyć !! (2002)
- Incomunicado (2009)

That's All SHE Wrote
- The Demons Inside (2012)